# Alive in an Ultra World
Alive in an Ultra World ist ein Livealbum des US-amerikanischen Rockmusikers Steve Vai. Es erschien im Juni 2001 unter dem Label Epic Records.

## Trivia
Die Songs auf dem Album wurden gezielt für bestimmte Länder komponiert (mit Ausnahme von Devil’s Food, das schon leicht variiert auf Fire Garden war). Geschuldet logistischen Problemen, konnten nicht alle Stücke in jenem Land, für welches sie geschrieben wurden, auch aufgenommen werden.

## Titelliste
Alle Songs wurden von Steve Vai komponiert.
| 1. Giant Balls of Gold – 4:45 - Song für Polen 2. Burning Rain – 4:50 - Song für Japan 3. The Black Forest – 6:38 - Song für Deutschland 4. Alive in an Ultra World – 3:53 - Song für Slowenien 5. Devil's Food – 10:09 - Song für Holland 6. Blood and Glory – 4:53 - Song für das Vereinigte Königreich 7. Whispering a Prayer – 8:45 - Song für Irland 8. Iberian Jewel – 4:38 - Song für Spanien | 1. The Power of Bombos – 5:04 - Song für Griechenland 2. Incantation – 8:53 - Song für Bulgarien 3. Light of the Moon – 5:47 - Song für Australien 4. Babushka – 6:42 - Song für Rumänien 5. Being with You (In Paris) – 6:24 - Song für Frankreich 6. Principessa – 5:51 - Song für Italien 7. Brandos Costumes (Gentle Ways) – 6:04 - Song für Portugal 8. Maple Leaf (Bonustrack auf der japanischen Pressung) – 2:28 - Song für Kanada |

## Rezeption
Die Musikwebsite Allmusic vergab drei von fünf möglichen Sternen für das Album. Allmusic-Kritiker William Ruhlmann bezeichnete das Album als interessant und fand dass Vai gut mit seinen Fans aus allen Kontinenten interagiert.